# Hilary Landsberg

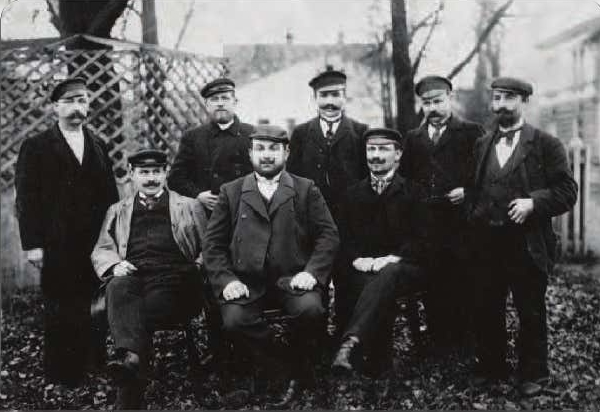
Hilary Landsberg (w pierwszym rzędzie trzeci od lewej), ze współpracownikami

Hilary (Hilel) Landsberg (ur. 1834 w Warszawie, zm. 11 stycznia 1898 w Tomaszowie Mazowieckim) – fabrykant sukna, prekursor mechanizacji przemysłu w Tomaszowie Mazowieckim.

## Stosunki rodzinne
Urodził się w Warszawie w rodzinie żydowskiej pochodzenia sefardyjskiego, wywodzącej się od Salomona Calahorry, lekarza osobistego dwóch królów polskich Zygmunta Augusta i Stefana Batorego. Hilel był synem handlarza Mendla Lewkowicza Landsberga i Łai z domu Lewek, założycielem tomaszowskiej linii Landsbergów. 
Z małżeństwa z Chaną z domu Mendelsburg miał dwóch synów: Aleksandra i Feliksa (Fiszela) oraz 6 córek.

## Działalność przemysłowa
W 1857 otworzył w Tomaszowie Mazowieckim małą fabrykę sukna, posiadającą zaledwie 10 krosien ręcznych. Stopniowo budował nowe budynki, mechanizował i rozwijał produkcję. W latach 1881–1883 przy ulicy Gustownej 46 zbudował nową, rozległą fabrykę sukna i kortów (sukno, farbiarnię, apreturę). Wprowadził napęd mechaniczny (parowy). W 1894 zbudował wykończalnię i magazyn wełny. W 1896 jako pierwszy w Tomaszowie przeprowadził elektryfikację fabryki (prąd pozyskiwano z dynamomaszyny). Do fabryki wprowadził jako pierwszy z tomaszowskich fabrykantów kasy chorych. Umierając zostawił spadkobiercom najnowocześniejszą w mieście fabrykę, zatrudniającą ponad 300 pracowników. W 1907 przedsiębiorstwo zostało przekształcone w Spółkę Akcyjną Fabryk Sukna H. Landsberg.